# Cephalopactis speciosa
Cephalopactis speciosa är en orkidéart som först beskrevs av Richard von Wettstein, och fick sitt nu gällande namn av Paul Friedrich August Ascherson och Karl Otto Robert Peter Paul Graebner. Cephalopactis speciosa ingår i släktet Cephalopactis och familjen orkidéer. Inga underarter finns listade i Catalogue of Life.